# Josef Jäkel
Josef Jäkel, též Josef Julius Jäkel (26. listopadu 1888 Ringelhain – ???), byl československý politik německé národnosti a meziválečný poslanec Národního shromáždění za Sudetoněmeckou stranu.

## Biografie
Pocházel z rolnické rodiny. Převzal zemědělské hospodářství po rodičích. Byl členem mysliveckého sdružení. Profesí byl rolníkem. Podle údajů z roku 1935 bydlel v obci Ringelhain (Rynoltice).
V parlamentních volbách v roce 1935 se stal poslancem Národního shromáždění. Poslaneckého křesla se vzdal 18. srpna 1938.